# زبان‌های تیرنی
زبان‌های تیرنی یا تیرسنی یک خانواده زبانی پیشنهادی منقرض‌شده از زبان‌های مرتبط مردم تیرنی است که شامل زبان اتروسکی در شمال، مرکز و جنوب غرب ایتالیا و شرق کرس (فرانسه)؛ زبان رائتی در آلپ و زبان لمنی در کرانه‌های دریای اژه می‌شود. زبان کامونی در شمال لمباردی، میان اتروسکی و رائتی است و ممکن است به این خانواده تعلق داشته باشد، اما دانسته‌های ما از این زبان بسیار اندک است زبان‌های تیرنی عموماً به عنوان زبان پیش‌هندواروپایی (باستان‌اروپایی) در نظر گرفته می‌شوند.